# Eupithecia extrema
Eupithecia extrema är en fjärilsart som beskrevs av Karl Dietze 1910. Eupithecia extrema ingår i släktet Eupithecia och familjen mätare. Inga underarter finns listade i Catalogue of Life.